# Sint-Adalbertkerk (Wrocław)
De Sint-Adalbertkerk (Pools: Kościół św. Wojciecha we Wrocławiu) is een van de oudste kerken van Wrocław. Het bouwwerk is een beschermd architectonisch monument.

## Geschiedenis
Oorspronkelijk stond hier een 11e-eeuwse romaanse kapel, die door bisschop Robert II van Krakau aan de augustijnen geschonken was. De kapel werd in 1241 door de Mongolen vernietigd, waarna het bouwwerk in de tweede helft van de 13e eeuw in de gotische stijl is heropgebouwd. In de 14e eeuw zag de kerk een grote verbouwing onder bisschop Nankier Kołda. De kerk was een dependance van die van Krakau en stond onder morele en materiële zorg van het bisdom van Krakau.
De noordelijke Duitse gotische westgevel is in 1492 voor het schip geplaatst. De barokke kapel is rond 1720 gebouwd. In deze kapel is een sarcofaag uit marmer en albast, vervaardigd in 1725 door de beeldhouwer Leonhard Weber. De figuren symboliseren de kracht, de gerechtigheid, de matigheid en de wijsheid.
De kerk is tijdens de Tweede Wereldoorlog zwaar beschadigd en na de oorlog hersteld.

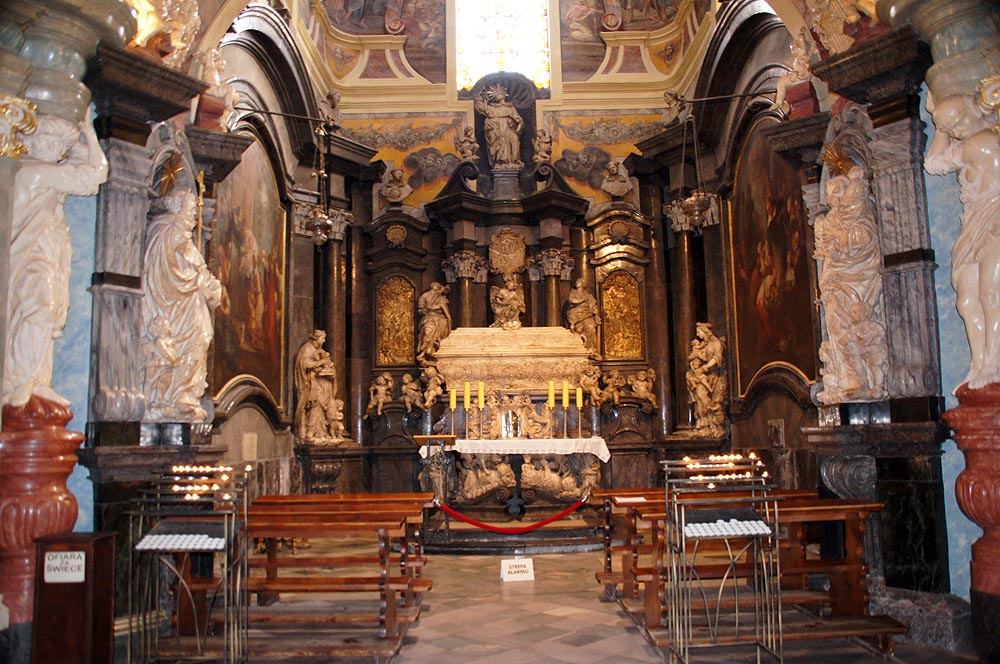